# Darwinius

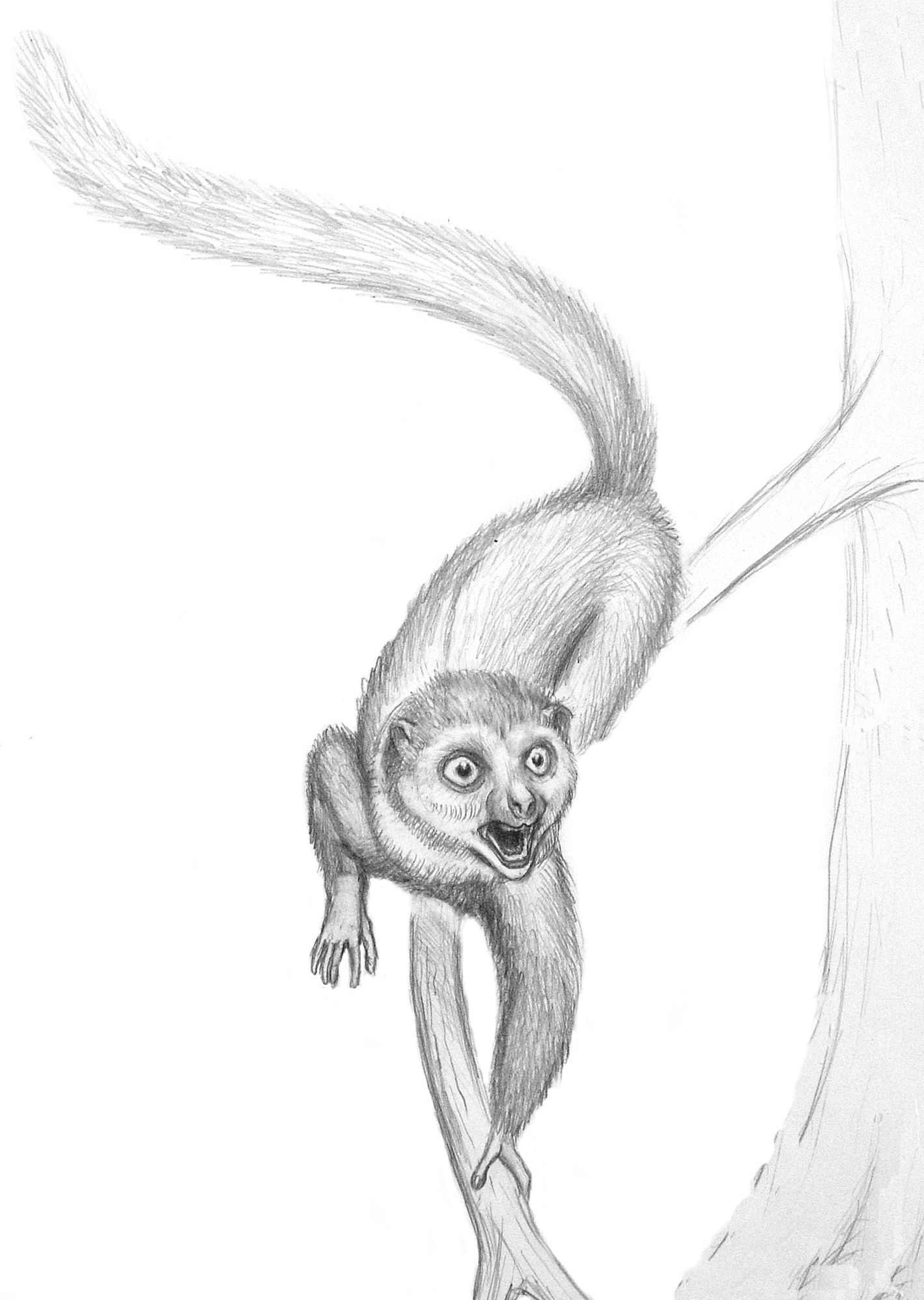
Ida, som hon skulle kunnat ha sett ut.

Darwinius är ett utdött primatsläkte, med en enda känd art, Darwinius masillae. Upptäckten av arten gjordes tack vare ett 47 miljoner år gammalt fossil (kallat Ida) som undersöktes av ett forskarlag kring den norska paleontologen Jørn H. Hurum. Undersökningens resultat presenterades den 19 maj 2009 i New York. Fossilet anses vara mycket viktigt för förståelsen av primaternas tidiga utveckling, och kastar ljus över människans koppling till resten av djurriket. Särskilt anses fossilet ge mer kunskap om uppkomsten av de båda underordningarna av primaterna, Strepsirrhini och Haplorrhini. Andra forskare kommenterade fyndets betydelse avvaktande kritiskt.
Djurets skelett är till 95 procent fullständigt och cirka 60 centimeter långt. Det levde under den geologiska epoken eocen. Fossilet hittades redan 1983 i Messels gruva i Tyskland av en amatörarkeolog. Den ägdes några år av en privat samlare som var ovetande om fyndets betydelse. Via en affärsman kom den sedan (enligt vissa uppgifter för en miljon dollar) till universitetet i Oslo. Jørn H. Hurum gav fossilet namnet Ida efter sin dotter och har föreslagit namnet Darwinius masillae för den nya arten.
Den andra delen av fossilet som bara visar djurets avtryck förvaras sedan 1980-talet i ett museum i delstaten Wyoming i USA. I fossilets käke hittades främst mjölktänder samt några permanenta tänder. Därför antas att djuret var cirka ett år gammalt. I magsäcken hittades rester av olika växtdelar. På grund av de väl utvecklade händer och fötter antas att arten klättrade i växtligheten.